# ATP Challenger Alpirsbach
Der ATP Challenger Alpirsbach (offiziell: Alpirsbach Challenger) war ein Tennisturnier, das zwischen 1996 und 1998 in Alpirsbach, Baden-Württemberg, stattfand. Es gehörte zur ATP Challenger Tour und wurde im Freien auf Hartplatz gespielt.

## Liste der Sieger

### Einzel
| Jahr | Sieger        | Finalgegner        | Ergebnis      |
| ---- | ------------- | ------------------ | ------------- |
| 1998 | Stefan Koubek | Orlin Stanoitschew | 7:6, 6:4      |
| 1997 | Fabio Maggi   | Stefan Koubek      | 6:4, 5:7, 6:4 |
| 1996 | Magnus Norman | Orlin Stanoitschew | 6:4, 6:2      |

### Doppel
| Jahr | Sieger                           | Finalgegner                   | Ergebnis      |
| ---- | -------------------------------- | ----------------------------- | ------------- |
| 1998 | Tomáš Cibulec Leoš Friedl        | Marcus Hilpert Filippo Veglio | 6:1, 7:6      |
| 1997 | Mathias Huning Grant Silcock     | Álex López Morón Fabio Maggi  | 5:7, 6:4, 7:5 |
| 1996 | Karsten Braasch Jens Knippschild | Ģirts Dzelde Tomas Nydahl     | 1:6, 6:3, 7:5 |